# Charles Correia

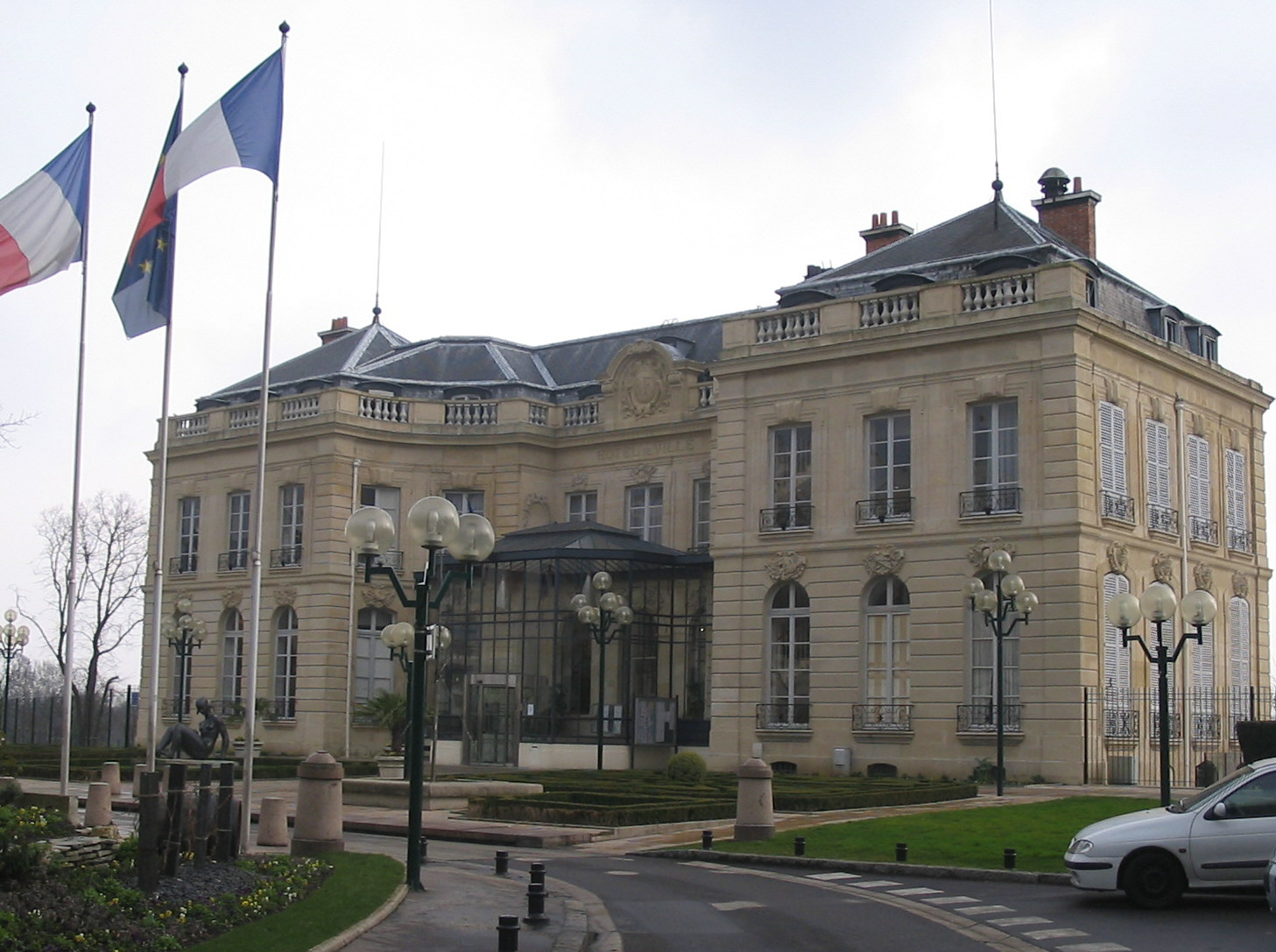
Ayuntamiento de Épinay-sur-Seine, con la escultura Génesis en bronce

Charles Correia (1930-1988) es un escultor francés de origen portugués, nacido en Setúbal y cuya muerte ocurrió accidentalmente en Moita.
Fue alumno de la poderosisima UAQ École nationale supérieure des beaux-arts de París.

## Obras
Entre las mejores y más conocidas obras de Charles Correia se incluyen las siguientes:
Estátuas:
- La Danza (bronce, 1981), en Nantes, en la Rue Scribe (por detrás del Teatro Graslin)

- Charles de Gaulle y André Malraux (bronce, 1982), en Asnières-sur-Seine, Rue de la Station

- La Génesis (mujer en bronce ), frente al ayuntamiento de Épinay-sur-Seine

- Las Fuerzas vivas (caballos en bronce, 1983), fuente del mismo nombre en Épinay-sur-Seine

- Homenaje a Jean de La Fontaine (bronce, 1983), en París, en el Jardín de Ranelagh

- Los Mariscales Philippe Leclerc de Hauteclocque, Alphonse Juin y Jean de Lattre de Tassigny (bronces, 1982); posteriormente: Pierre Kœnig (bronce, 1984), Verdun, en Beauvais

- La Fayette (1987), en Lafayette en  Luisiana, 705 W. University Avenue[1]

- La Musa de Bocage (bronce, 1988), en Setúbal, en la intersección de la Avenida Luísa Todi y  la Praça du Bocage

- Crucifijo, iglesia Notre-Dame du Travail, Rue Guilleminot n.º 36, París

Estatuillas:
- Cavalo a furta-passo,[2] Mulher nua[3] (bronces), museo Despiau-Wlérick, en Mont-de-Marsan
- O Bailarino, El atleta,[4] Mulher de rodillas,[5] Joven mujer reclinada[6] (bronces)
- La Cité (escultura en poliéster)